# マイク・レノ
マイク・レノ（Mike Reno , 1955年1月8日 - ）は、カナダの歌手。ラヴァーボーイのボーカル。

## プロフィール
- 1955年1月8日生まれ。カナダのドラマー、ミュージシャンで、ロックバンドのラヴァーボーイのリードシンガーである。
- 1984年に映画『フットルース』の劇中歌「パラダイス～愛のテーマ（英語版）」❨Almost Paradise❩をアン・ウィルソンとデュエットしヒットした。同曲は日本のテレビドラマ『金曜日の妻たちへII 男たちよ、元気かい?』の主題歌にも使われた。

## シングル
- en:Heaven in Your Eyes - 映画トップガン (映画)のサントラ収録曲。ラヴァーボーイとして、サントラに参加。
- en:Almost Paradise - 映画フットルース (1984年の映画)のサントラ収録曲。作曲はエリック・カルメンで、ハートのアン・ウィルソンとのデュエット。